# یوشیو
یوشیو (به لاتین: Yuexiu District) یک سکونتگاه مسکونی در جمهوری خلق چین است که در گوانگ‌ژو واقع شده‌است.

## خصوصیات
یوشیو ۳۲٫۸۲ کیلومترمربع مساحت و ۱٬۱۵۱٬۴۸۱ نفر جمعیت دارد.